# Danica Melihar Lovrečič
Danica Melihar Lovrečič, prva slovenska in jugoslovanska policistka ter pisateljica, * 5. februar 1911, Tržič, † 2005.
Družina Melihar, oče je bil davčni uslužbenec, se je že v Daničini mladosti preselila na obrobje Ljubljane. Tako je Danica gimnazijo obiskovala tam, po opravljeni maturi pa se je leta 1930 vpisala na Pravno fakulteto. Diplomirala je leta 1935, nato pa je nekaj časa iskala zaposlitev ter se na koncu za eno leto kot pripravnica zaposlila kot pripravnica na sodišču. 
V zgodovino se je zapisala leta 1936, ko ji je kot prvi ženski v Jugoslaviji uspelo dobiti zaposlitev kot policistka na socialnem odseku kriminalističnega oddelka. V tej službi je ostala do konca druge svetovne vojne, ko so jo maja 1945 najprej zaprli, nato pa izpustili iz zapora, a so jo odpustili. 
Leta 1988 je izdala avtobiografijo in knjigo spominov ter v njej prikazala svoje delo med drugo svetovno vojno ter spomine na nekatere pomembne ljudi, ki jih je srečala v svojem življenju.